# Rhynencina spilogaster
Rhynencina spilogaster är en tvåvingeart som först beskrevs av Steyskal 1979.  Rhynencina spilogaster ingår i släktet Rhynencina och familjen borrflugor. Inga underarter finns listade i Catalogue of Life.